# Marcel Bîrsan
Marcel Bîrsan (n. 18 februarie 1982, București, România) este un arbitru român de fotbal. A debutat în Divizia A la data de 20 august 2012, când a condus un meci dintre FC Viitorul Constanța și CS Gaz Metan Mediaș. Este de profesie jurist.